# Spasskij Pogost
Spasskij Pogost (ros. Спасский Погост) – wieś (sieło) w Rosji, w rejonie tarnoskim obwodu wołogodzkiego. W 2010 r. liczyła 175 mieszkańców.